# Генрик Біґеляйзен
Генрик Біґеляйзен (пол. Henryk Biegeleisen, 24 жовтня 1855, Товсте Гусятинський район — 1 квітня 1934, Львів) — польський етнограф і літературознавець єврейського походження. Представник позитивістського філологічного методу. Дослідник літератури доби романтизму, у тому числі творчості Теофіла Ленартовича. Автор цінних етнографічних робіт, в яких незмінно приділяв значну увагу народознавчим матеріалам з України.

## Життєпис
Народився в єврейській інтелігентній родині лікаря.
Навчався в гімназіях Тернополя і Бережан. Студіював історію і літературознавство у Львівському університеті. Дебютував 1877 року у «Звітах» Товариства академічного читання, активістом якого був. Далі навчався в університетах Мюнхена, Лейпцига. Доктор філології (1882 р.). Після повернення до Львова протягом кількох років працював учителем і директором львівських гімназій. У той же час він займався науковими дослідженнями та редакторською роботою, працюючи в редакціях кількох часописів Львова.
Автор понад 200 наукових праць, зокрема великої біографії Юліуша Словацького (вид. 1895 р.), котра відіграла значну роль в усталенні фігури поета як автора європейського масштабу. Редактор і автор передмов до творів Адама Міцкевича (1-4 томи, 1893 р.), Юліуша Словацького (1-6 томи, 1896 р.), Александра Фредра (1894 р.) та ін. Редагував «Бібліотеку польських книгарень» (1893-1898 роки). Товаришував з Іваном Франком, опублікував про нього спогади 1927 року.

## Родина
Сини:
- Броніслав (б. 1880) — інженер, директор Інституту психотехніки і наукової організації в Кракові;
- Леон Владислав (б. 1885) — економіст, професор Вільного польського університету у Варшаві.

## Вибрані публікації

### Книги
- «Juliusz Słowacki», t. I-II (1895).
- «Lirnik mazowiecki» (1913).
- «Matka i dziecko w obrzędach, wierzeniach i zwyczajach ludu polskiego» (Lwów, 1927)[2].
- «Wesele» (Lwów, 1928)[3].
- «U kolebki; Przed ołtarzem; Nad mogiłą» (Lwów, 1929)[4].
- «Lecznictwo ludu polskiego» (Kraków, 1929)[5].
- «Śmierć w obrzędach, zwyczajach i wierzeniach ludu polskiego» (Lwów, 1930)[6].

### Статті
- «Motywy ludowe w balladzie Mickiewicza „Lilie“» (1891)[7].